# Hideo Baba
Hideo Baba (馬場 英雄, Baba Hideo) est un producteur de jeu vidéo japonais, président de Studio Istolia. Auparavant, il travaillait pour Namco (devenu Bandai Namco Games) de 2001 à 2016. Il était surtout reconnu comme étant le producteur de la série des Tales of de Tales of Innocence jusqu'à Tales of Zestiria, de 2007 à 2015,.

En octobre 2016, il quitte Bandaï-Namco et rejoint Square-Enix qui lui propose de fonder un nouveau studio dépendant de l'éditeur à l'instar de Tokyo RPG Factory (I Am Setsuna, Lost Sphear) dont Baba devient le président : Studio Istolia. Le tout premier jeu de ce nouveau studio Project Prelude Rune est en cours de développement
Malheureusement, en avril 2019, Hideo Baba quitte Square-Enix et son studio sans même avoir lancé son premier jeu. Ce départ fait sans doute écho à celui de Hajime Tabata survenu il y a quelques mois. 

## Travaux

### Bandaï-Namco Games
- Death by Degrees (Playstation 2) (2005) — production manager
- Tales of Destiny (Playstation 2) (2006) — directeur
- Tales of Innocence (Nintendo DS) (2007) — producteur
- Tales of Destiny - Director's Cut (Playstation 2) (2008) — producteur
- Tales of Symphonia: Dawn of the New World (Nintendo Wii) (2008) - superviseur de la production
- Tales of Vesperia (Xbox 360) (2008) — brand manager
- Eternal Sonata (Playstation 3) (2008) — producteur
- Tales of Hearts (Nintendo DS) (2008) — producteur
- Tales of the World: Radiant Mythology 2 (PSP) (2009) — producteur
- Tales of VS (PSP) (2009) — producteur
- Blue Dragon: Awakened Shadow (Nintendo DS) (2009) — producteur
- Tales of Graces (Nintendo Wii) (2009) — producteur
- Tales of Graces F (Playstation 3]) (2010) — producteur
- Tales of Xillia (Playstation 3) (2011) — producteur
- Tales of Xillia 2 (Playstation 3) (2012) — producteur
- Tales of Zestiria (Playstation 3) (2015) — producteur

### Studio Istolia
- Project Prelude Rune (Playstation 4) : projet annulé en mai 2019 avec l'annonce de la fermeture du studio à la suite du départ de Hideo Baba en fin d'année 2018.